# Guerra entre Suïssa i la Casa d'Habsburg
La guerra Guerra entre Suïssa i la Casa d'Habsburg 1291-1499 comprèn una sèrie de conflictes armats entre l'emergent Antiga Confederació Suïssa i la Casa d'Habsburg, que va acabar amb la independència de facto de la Confederació.

## Períodes
S'hi poden distingir cinc grans períodes, que no van ser de guerra continuada sinó amb períodes de pau i acords signats entre cada estat confederat i els Habsburg.
- Primera fase: el conflicte amb Albert I (1291)
- Segona fase: guerra de Morgarten (1291-1316)
- Tercera fase: els conflictes de Lucerna i Zuric (1332-1360)
- Quarta fase: guerra de Sempach (1368-1394)
- Cinquena etapa: retirada Habsburg de Suïssa (1415-1469)
- Final: La guerra de Suàbia i la independència de facto (1490-1499)[1] pel tractat de Basilea[2]